# Chaunté Lowe
Chaunté Howard Lowe (Templeton, Kalifornia, 1984. január 12. –) világbajnoki ezüstérmes amerikai atléta, magasugró. 205 centiméterrel jelenleg ő tartja a női magasugrás amerikai rekordját.

## Pályafutása
A 2000-es évek elején kiemelkedő eredményeket ért el magasugróként, távolugróként, valamint hármasugróként korosztályos versenyeken. Első nagyobb sikerét a 2003-as junior pánamerikai játékokon érte el, ahol bronzérmet szerzett a magasugrás versenyszámában. Ezt követően leginkább erre a számra koncentrált.
2004-ben, húszévesen szerepelt először az olimpiai játékokon. Athénban nem jutott be a döntőbe, miután 1,85-ot volt a legnagyobb ugrása a selejtezőkörben, amivel messze elmaradt a továbbjutástól. Egy évvel később, a Helsinkiben rendezett világbajnokságon érte el pályafutása legkimagaslóbb eredményét. A döntőben - megjavítva egyéni legjobbját - 200 centimétert ugrott, ami az ezüstérmet jelentette számára; Chaunté két centiméterrel maradt el a győztes Kajsa Bergqvisttől.
A pekingi olimpián már az esélyesek között tartották számon. A selejtezőből nyolcadikként, 193-mal jutott a döntőbe, ahol 199-cel a hatodik helyen zárt.
2009-ben újfent részt vett a világbajnokságon, ezúttal azonban csak a hetedik lett. 2010. május 30-án, 204 centiméteres eredménnyel megdöntötte Louise Ritter 1988-ban felállított amerikai rekordját. Egy hónapon belül, június 26-án további egy centimétert javított a csúcson.

## Egyéni legjobbjai
- Magasugrás (szabadtér) - 2,05 méter (2010)
- Magasugrás (fedett) - 1,98 méter (2010)

## Magánélete
2007-ben adott életet első lányának, Jasmine-nek, majd 2011 áprilisában született második gyermeke, Aurora Elizabeth. Chaunté házas, férje, Mario Lowe hármasugró.